# Pseudosmittia imperfecta
Pseudosmittia imperfecta är en tvåvingeart som först beskrevs av Frederick Askew Skuse 1889.  Pseudosmittia imperfecta ingår i släktet Pseudosmittia och familjen fjädermyggor.
Artens utbredningsområde är New South Wales. Inga underarter finns listade i Catalogue of Life.